# Drosendorf-Zissersdorf
Drosendorf-Zissersdorf est une commune autrichienne du district de Horn en Basse-Autriche.